# Пароди, Доменико
Доменико Пароди (итал. Domenico Parodi; 1672, Генуя — 19 декабря 1742, Генуя) — итальянский живописец и скульптор периода позднего генуэзского барокко, работавший в основном в своём родном городе. Сын скульптора Филиппо Пароди. Его иногда путают с одноимённым скульптором, также жившим в Генуе во второй половине XVII века. Некоторые авторы, в том числе К. Дж. Ратти, указывают даты рождения и смерти как 1668 и 1740 годы соответственно.

## Биография
Филиппо Пароди, oтец будущего художника, стремился дать сыну классическое гуманитарное образование, но тот в самом раннем возрасте проявил склонность к художественному творчеству и стал учиться живописи у самого известного художника Генуи конца XVII века Доменико Пиолы, друга отца и крестного отца сына.
Когда Пароди Старший в 1780-х годах переехал в область Венето, молодой Доменико стал учеником Себастьяно Бомбелли в Венеции, где он создал свои первые живописные произведения. В 1694 году Доменико Пароди вернулся в Геную; получал заказы от семьи Дориа, как в Генуе, так и в Риме, где он оставался с 1695 по 1699 год. Он также посещал студии Джованни Баттисты Гаулли и Карло Маратты, которые глубоко повлияли на его живописный стиль.
В 1699 году, окончательно вернувшись в Геную, Доменико Пароди начал работать в качестве живописца-фрескиста. К этому периоду относится фреска, изображающая Славу семьи Негроне, на потолке зала Палаццо Негроне на площади Пьяцца-делле-Фонтане-Марозе, высоко оценённая современниками и до настоящего времени считающаяся одним из шедевров позднего генуэзского барокко. Проект Пароди оформления зала Герцогского дворца получил одобрение на конкурсе 1700 года, но после ожесточенных разногласий работа была поручена болонцам Маркантонио Франческини и Томмазо Альдровандини. Позже Пароди будет поручено украсить фресками зал Малого совета (уничтожены пожаром 1777 года).
В 1702 году, после смерти отца, Доменико Пароди взял на себя управление процветающей скульптурной мастерской, используя старых сотрудников, прежде всего Франческо Бигги. Яркими примерами этого сотрудничества являются два мраморных льва (1718) в атриуме Коллегиума иезуитов (ныне в здании находится Генуэзский университет) и мраморная группа, изображающая Ромула и Рема с волчицей (Палаццо Россо), обе работы созданы Франческо Бигги по рисункам Пароди.
С 1710 года благодаря отцовским связям, а также проявленному с раннего возраста интересу к эпосу и поэзии, Доменико стал получать многочисленные заказы на украшение дворянских резиденций; в числе первых — фресковое оформление дворца Францони в Лукколи, фрески для генуэзской штаб-квартиры Общества Иисуса (капелла иезуитского коллегиума и купол церкви Иль Джезу). К 1715 году относится украшение капеллы Святого Франциска Сальского, капеллы ораторианцев в церкви Сан-Филиппо Нери.
Свидетельством замечательной способности Доменико Пароди объединять навыки архитектора, скульптора и живописца является реконструкция дворца Паллавичино, ныне Подеста, на Страда Нуова, созданная для Стефано Паллавичино (украшение дворцовых помещений, скульптура сада и монументального нимфея, соединяющего двор и сад). Его шедевром, объединяющим живопись, скульптуру, архитектуру и декорирование, является галерея дворца Джероламо II Дураццо. Соперничая со знаменитыми галереями дворцов Колонна и Дориа Памфили в Риме, а также с Галереей в Версале, Пароди создал выдающееся барочное произведение: риторическое прославление власти и богатства. Собственно живописное убранство, созданное Доменико, навеяно классической античностью и включает сцены с Аполлоном и Марсием, с Вакхом и менадами, Туалет Венеры на своде и фигуры с олицетворениями добродетели и античных императоров. Все сцены связаны единой нравоучительной темой.
Помимо скульптурных и живописных работ, Пароди был режиссёром и сценографом общественных и частных празднеств и религиозных церемоний: фейерверк в честь Джованни Андреа III Дориа-Памфили, организация торжеств в связи с посещением Генуи Карлом Альбертом Баварским, а в религиозной сфере — торжества в Санта-Мария-ди-Кастелло по случаю канонизации Пия V (1712), в церкви Джезу для беатификации Джованни Франческо Реджиса (1716), канонизации Екатерины Фиески Адорно (1737) и многое другое.
Начиная с 1716 года его деятельность как скульптора становится более интенсивной; Доменико успешно чередует её с деятельностью живописца, получая престижные заказы даже за границей, по крайней мере до смерти Бигги в 1728 году, когда он снова посвятил себя исключительно живописи. Одним из самых престижных заказов был заказ принца Евгения Савойского серии мифологических скульптур для дворца Бельведер в Вене.
Доменико Пароди скончался в Генуе 25 ноября 1742 года и был похоронен в ныне исчезнувшей церкви Сан-Теодоро. Произведения, которые остались во владении семьи, были приобретены Джероламо Игнацио Дураццо и стали частью коллекций, хранящихся в его резиденции, где теперь располагается музей Палаццо Реале.
Признанными художниками были брат Доменико Джованни Баттиста Пароди (1674—1730) и сын Пеллегрино (1705—1785), который переехал в Лиссабон и стал известным живописцем-портретистом.

## Галерея

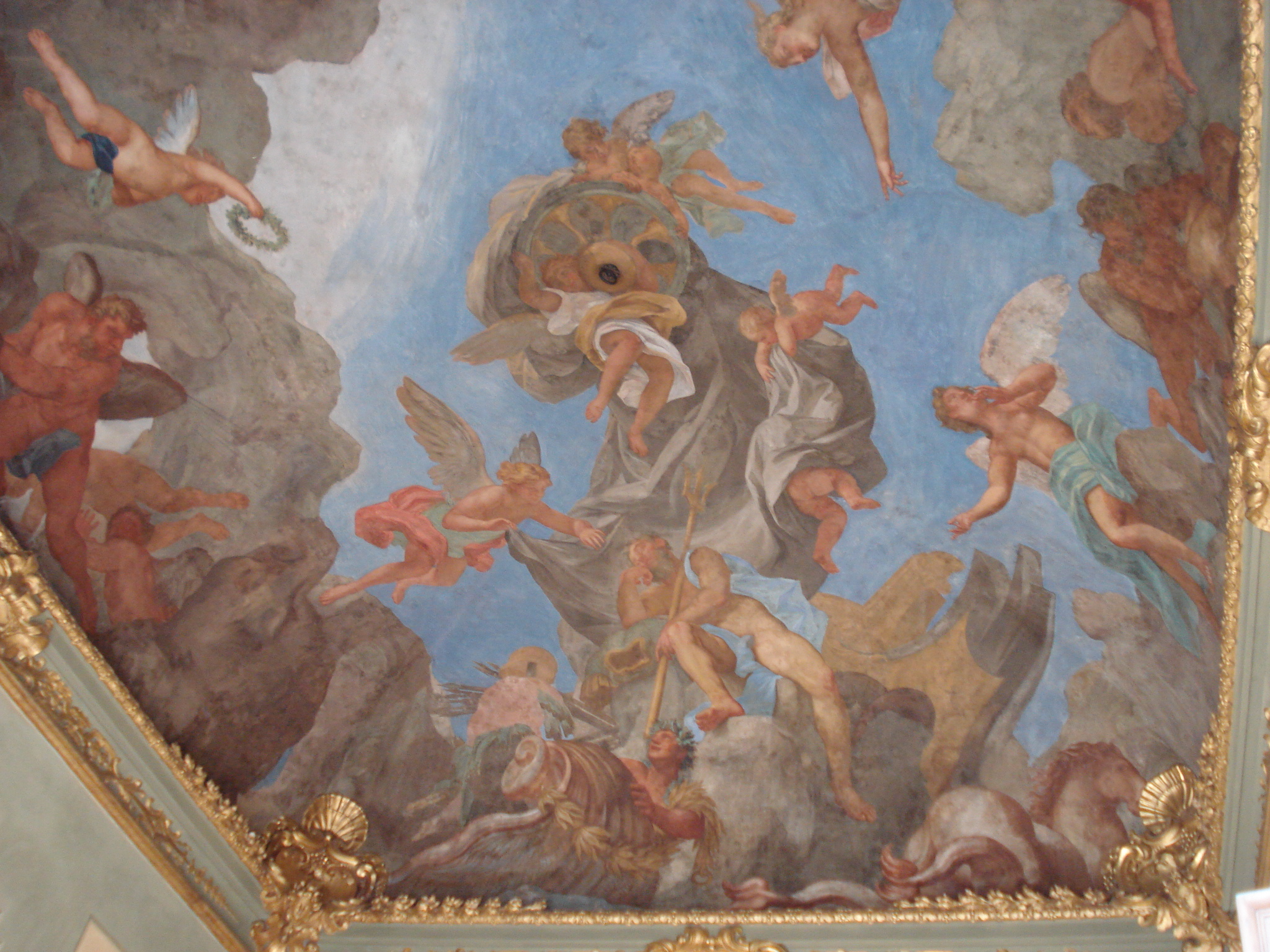
Роспись плафона Палаццо Дураццо-Каттанео Адорно, Генуя
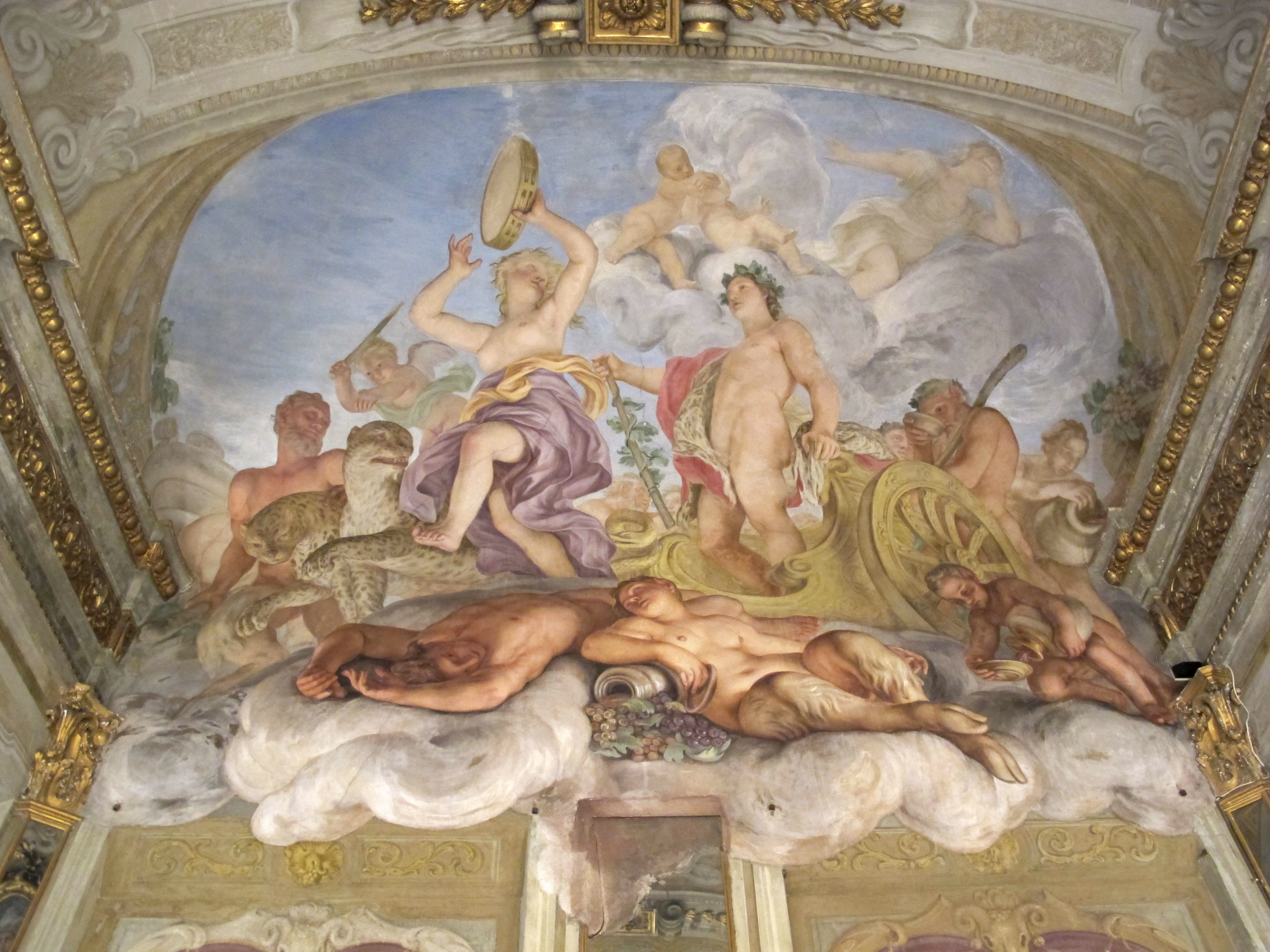
Триумф Вакха. Ок. 1725. Фреска. Палаццо Реале, Генуя
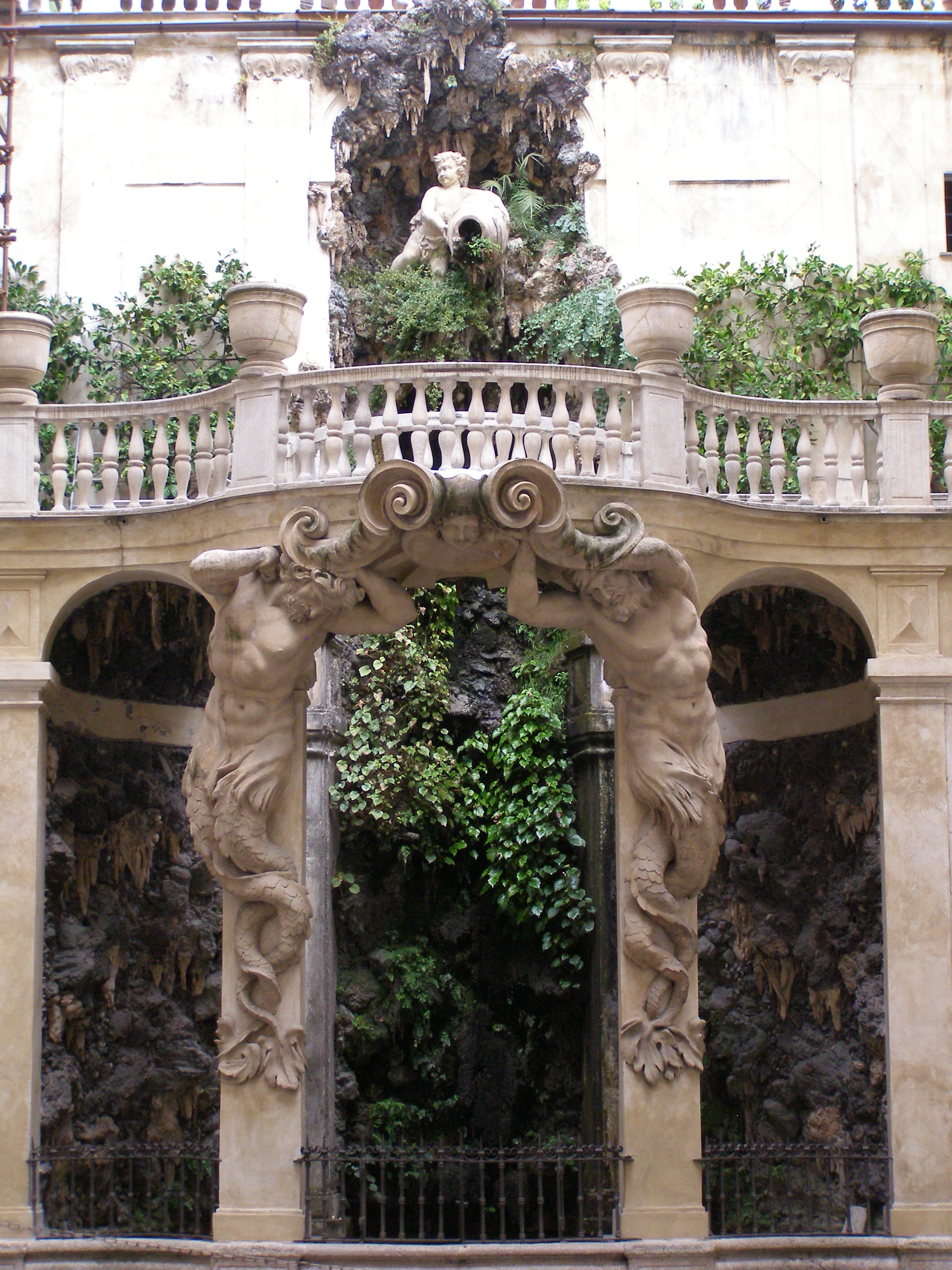
Нимфей. Палаццо Подеста, Генуя
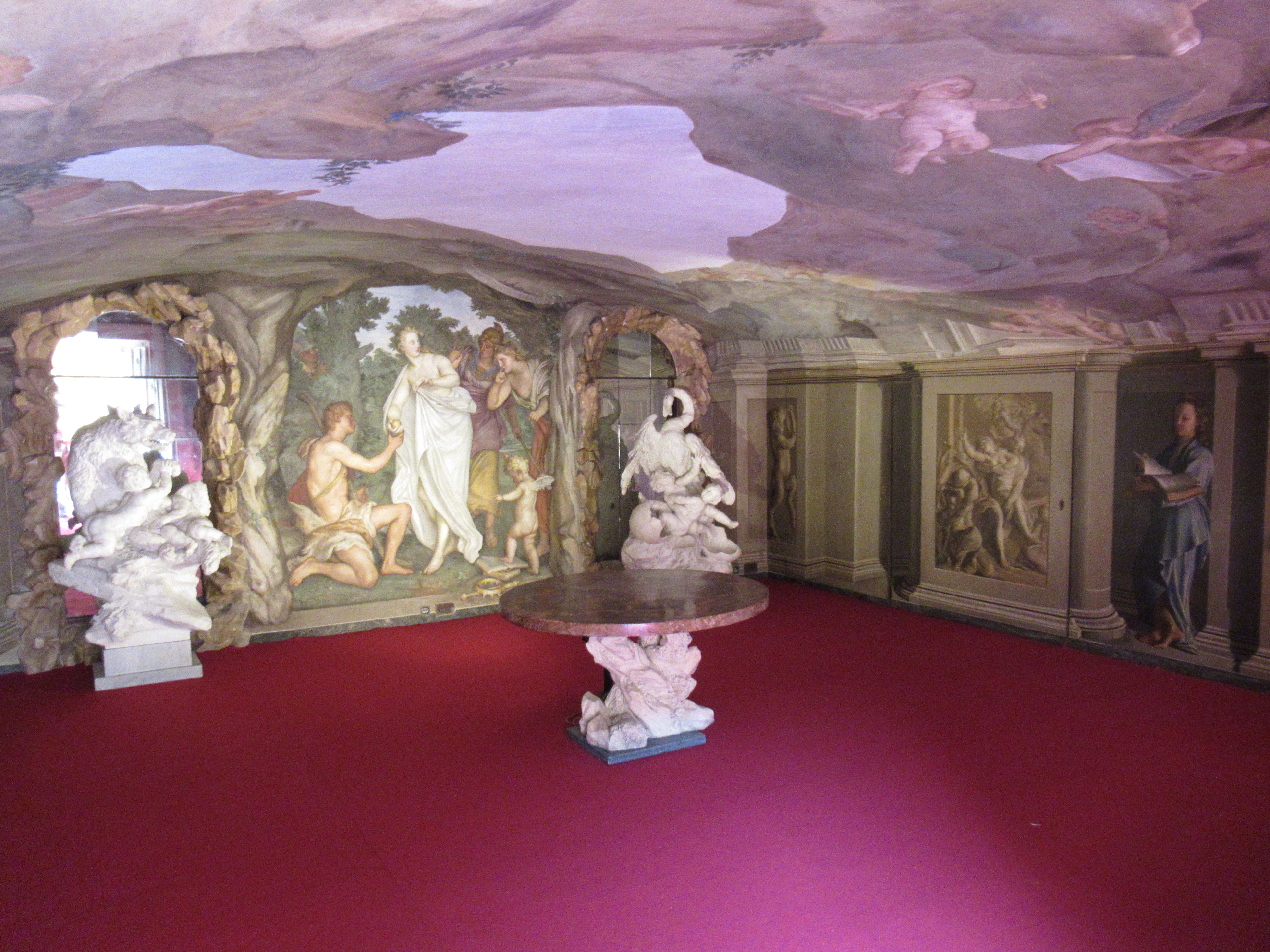
Зал Суда Париса. Волчица с Ромулом и Ремом. Палаццо Россо, Генуя
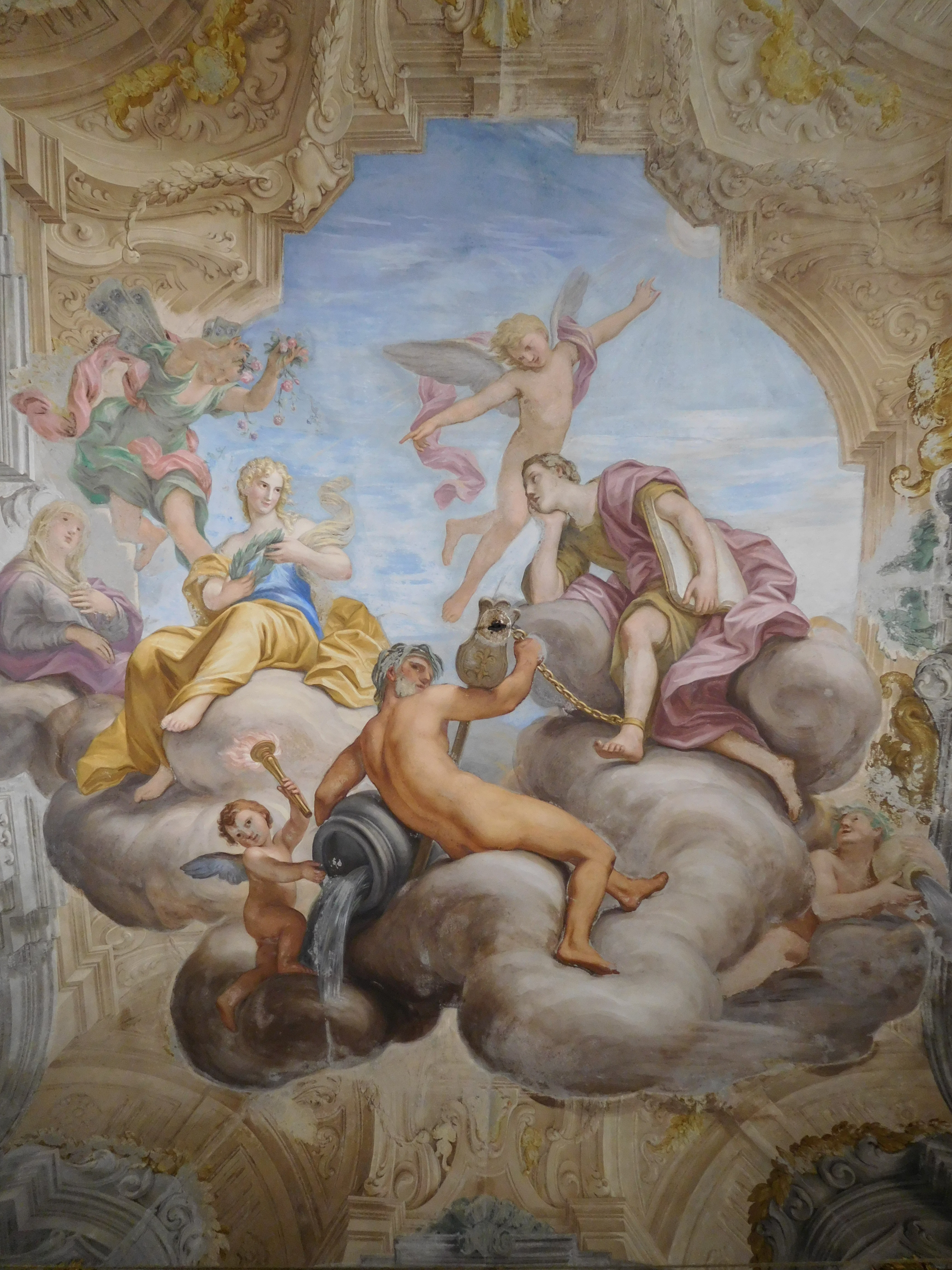
Роспись плафона. Палаццо Николо Спинола ди Лукколи, Генуя
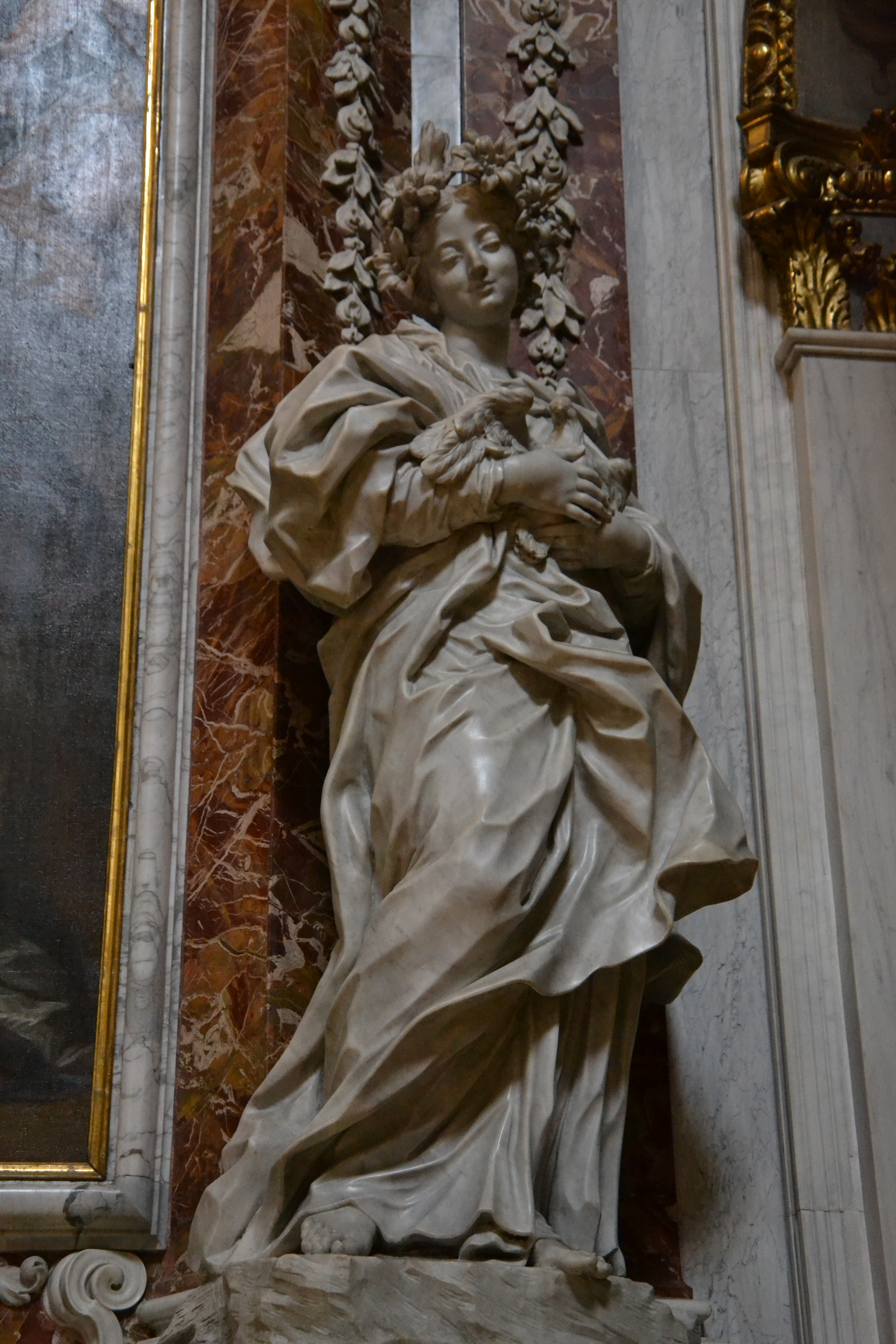
Статуя ангела. Церковь Св. Филиппо Нери, Генуя